# Kungl. Ortnamnskommissionen
Kungl. Ortnamnskommissionen bildades 1930 när Kungl. Ortnamnskommittén bytte namn och fick ett permanent uppdrag att uppteckna och registrera Sveriges ortnamn. Under Ortnamnskommissionen lydde Svenska ortnamnsarkivet, dess ursprungliga ledamöter var ordförande Bengt Hesselman, sekreterare Jöran Sahlgren och skattmästare Erik Schalling. Ortnamnskommissionen lades ner 1970 när DOVA-myndigheten bildades.